# Persone di nome Arthur/Calciatori
| Questa pagina contiene informazioni ricavate automaticamente dalle voci biografiche con l'ausilio del template Bio e di un bot. L'aggiornamento è periodico e automatico e ricostruisce completamente la pagina. Se manca una persona in questa lista, sei pregato di non aggiungerla, ma accertati piuttosto che la sua voce biografica contenga il template Bio e che i dati anagrafici siano correttamente compilati. Se il template Bio manca, inseriscilo tu stesso o, in alternativa, metti l'avviso {{tmp\|Bio}} che ne segnala la mancanza. Se i dati riportati sono sbagliati, correggi direttamente la voce biografica; le modifiche saranno visibili in questa lista entro pochi giorni. Per chiarimenti vedi il progetto antroponimi. La lista contiene solo le 80 persone che sono citate nell'enciclopedia e per le quali è stato implementato correttamente il template Bio. Pagina aggiornata al 22 lug 2025. |

Questa è una lista di persone presenti nell'enciclopedia che hanno il nome Arthur e sono calciatori.

## A(4)
- Arthur Albiston, ex calciatore scozzese (Edimburgo, n. 1957)
- Reg Allen, calciatore inglese (Marylebone, n. 1919 - Ealing, † 1976)
- Arthur Allman, calciatore inglese (Stoke-on-Trent, n. 1890 - † 1956)
- Arthur Atta, calciatore francese (Rennes, n. 2003)

## B(11)
- Arthur Bambridge, calciatore inglese (Windsor, n. 1861 - Leigh-on-Sea, † 1923)
- Arthur Bell, calciatore inglese (Burnley, n. 1882 - Cheadle, † 1923)
- Arthur Bernard, calciatore lussemburghese (Differdange, n. 1915 - Esch-sur-Alzette, † 1984)
- Arthur Berry, calciatore inglese (Liverpool, n. 1888 - Liverpool, † 1953)
- Arthur Bialas, calciatore tedesco orientale (Racibórz, n. 1930 - † 2012)
- Arthur Boka, ex calciatore ivoriano (Abidjan, n. 1983)
- Arthur Bottom, calciatore inglese (Sheffield, n. 1930 - † 2012)
- Arthur Bridgett, calciatore e allenatore di calcio inglese (Forsbrook, n. 1882 - Newcastle-under-Lyme, † 1954)
- Arthur Samuel Brown, calciatore inglese (Gainsborough, n. 1885 - † 1944)
- Arthur Alfred Brown, calciatore inglese (Birmingham, n. 1859 - † 1909)
- Arthur Maia, calciatore brasiliano (Maceió, n. 1992 - La Unión, † 2016)

## C(7)
- Ted Catlin, calciatore inglese (South Bank, n. 1910 - Sheffield, † 1990)
- Arthur Ceuleers, calciatore belga (Anversa, n. 1916 - † 1998)
- Arthur Chadwick, calciatore e allenatore di calcio inglese (Church, n. 1875 - Exeter, † 1936)
- Arthur Chandler, calciatore inglese (Paddington, n. 1895 - Leicester, † 1984)
- Arthur Goodyer, calciatore inglese (Lincolnshire, n. 1854 - † 1932)
- Arthur Cunliffe, calciatore inglese (Blackrod, n. 1909 - Bournemouth, † 1986)
- Arthur Cursham, calciatore inglese (Wilford, n. 1853 - Liverpool, † 1884)

## D(8)
- Buzz Demling, ex calciatore statunitense (Saint Louis, n. 1948)
- Arthur Desmas, calciatore francese (Brest, n. 1994)
- Arthur Dorrell, calciatore e allenatore di calcio inglese (Small Heath, n. 1896 - Alum Rock, † 1942)
- Alan Anderson, calciatore scozzese (Edimburgo, n. 1939 - † 2022)
- Arthur Dunn, calciatore inglese (Whitby, n. 1860 - Ludgrove, † 1902)
- Arthur Sales, calciatore brasiliano (São Gabriel da Palha, n. 2002)
- Arthur, calciatore brasiliano (Belo Horizonte, n. 2003)
- Arthur Caíke do Nascimento Cruz, calciatore brasiliano (Barbalha, n. 1992)

## F(2)
- Arthur Fitzsimons, calciatore irlandese (Dublino, n. 1929 - † 2018)
- Arthur Friedenreich, calciatore brasiliano (San Paolo, n. 1892 - San Paolo, † 1969)

## G(6)
- Arthur Garcia, calciatore brasiliano (San Paolo, n. 2001)
- Arthur Goddard, calciatore inglese (Stockport, n. 1878 - Liverpool, † 1956)
- Arthur Gomes Lourenço, calciatore brasiliano (Uberlândia, n. 1998)
- Arthur Grimsdell, calciatore inglese (Watford, n. 1894 - † 1963)
- Arthur Gäbelein, calciatore tedesco (Mansfeld, n. 1893 - † 1964)
- Arthur Gómez, ex calciatore gambiano (Banjul, n. 1984)

## H(2)
- Arthur Hiller, calciatore tedesco (n. 1881 - † 1941)
- Arthur Horsfield, ex calciatore inglese (Newcastle upon Tyne, n. 1946)

## J(2)
- Arthur Johansen, calciatore norvegese (n. 1904 - † 1984)
- Arthur Johnson, calciatore e allenatore di calcio irlandese (Dublino, n. 1879 - Wallasey, † 1929)

## K(3)
- Arthur Karlsson, calciatore svedese (Ekeby, n. 1914 - Osby, † 1977)
- Arthur Knight, calciatore inglese (Godalming, n. 1887 - Portsmouth, † 1956)
- Arthur Kvammen, calciatore norvegese (n. 1905 - † 1968)

## L(3)
- Arthur Chaves, calciatore brasiliano (Florianópolis, n. 2001)
- Arthur Leesch, calciatore lussemburghese (Chenoa, n. 1894 - Lussemburgo, † 1955)
- Arthur Lungu, ex calciatore zambiano (n. 1976)

## M(8)
- Arthur Cabral, calciatore brasiliano (Campina Grande, n. 1998)
- Arthur Machado, calciatore brasiliano (Niterói, n. 1909 - † 1997)
- Arthur Marohn, calciatore tedesco (Mariendorf, n. 1893 - Berlino, † 1975)
- Arthur Masuaku, calciatore francese (Lilla, n. 1993)
- Arthur Melo, calciatore brasiliano (Goiânia, n. 1996)
- Arthur Mohns, calciatore tedesco (Berlino, n. 1896 - † 1960)
- Grenville Morris, calciatore gallese (Builth Wells, n. 1877 - West Bridgford, † 1959)
- Arthur Moses, ex calciatore ghanese (Accra, n. 1973)

## N(1)
- Arthur Numan, ex calciatore olandese (Heemskerk, n. 1969)

## P(5)
- AJ Paterson, calciatore statunitense (Key Largo, n. 1996)
- Arthur Henrique, calciatore brasiliano (San Paolo, n. 1994)
- Arthur Pember, calciatore, alpinista e avvocato britannico (Londra, n. 1835 - LaMoure, † 1886)
- Arthur Piedfort, calciatore belga (Herentals, n. 2005)
- Arthur Preiss, calciatore austriaco (n. 1887 - † 1942)

## R(6)
- Arthur Henrique Ricciardi Oyama, ex calciatore brasiliano (San Paolo, n. 1987)
- Arthur Rodgers, calciatore inglese (Derby, n. 1885)
- Arthur Rodrigues Rezende, calciatore brasiliano (Goiatuba, n. 1994)
- Arthur Rowe, calciatore e allenatore di calcio inglese (Tottenham, n. 1906 - Wallington, † 1993)
- Arthur Rowley, calciatore inglese (Fazakerley, n. 1933 - Aintree, † 2014)
- Arthur Rudd, calciatore statunitense (Widnes, n. 1890 - St. Petersburg, † 1968)

## S(5)
- Arthur Silva, calciatore brasiliano (Boa Vista, n. 1995)
- Arthur Savage, calciatore inglese (Sydney, n. 1850 - † 1905)
- Arthur Sorin, ex calciatore francese (Laval, n. 1985)
- Arthur Sousa, calciatore brasiliano (Brasilia, n. 2003)
- Arthur John Stanley, calciatore e tennista britannico (Londra, n. 1853 - Londra, † 1935)

## T(3)
- Arthur Theate, calciatore belga (Liegi, n. 2000)
- Arthur Thomas, calciatore nordirlandese (Liverpool, n. 1938 - Sydney, † 2007)
- Arthur Thompson, calciatore inglese (Dewsbury, n. 1922 - † 1996)

## V(1)
- Arthur Vermeeren, calciatore belga (Lier, n. 2005)

## W(1)
- Arthur Wackenreuther, calciatore austriaco (Vienna, n. 1887 - Vienna, † 1952)

## Y(1)
- Arthur Yamga, calciatore francese (Parigi, n. 1996)

## Z(1)
- Arthur Zagré, calciatore francese (Neuilly-sur-Seine, n. 2001)